# 52 (број)
52 (педесет два) је природни број који следи 51, а претходи броју 53.

## У математици
Педесет два је шести Белов број, као и декагоналан број.

## У науци
- Атомски број телуријума.

## У другим пољима
- Приближан број недеља у години. 52  недеље су 364 дана, док тропска година траје 365,24 дана. Према ISO 8601, већина година има 52 недеље, док неке имају 53.
- Број белих дирки на модерним клавирима.
- Позивни број за Мексико.
- Број талаца у Иранској талачкој кризи.
- Број кругова у Великој награди Велике Британије од 2010. године.